# 黃雅玲
黃雅玲，英國劍橋藝術學院畢業，中華民國藝術家、繪本作家、插畫家，著有《我們待會見》等作品。在2016年獲得義大利波隆那童書展插畫獎。

## 生平
黃雅玲在念幼稚園的年紀，父親不幸車禍去世，由媽媽撫養她和她的姐姐長大。
黃雅玲在念大學時，參加繪本比賽得獎，從此與繪本結下不解之緣。
後來為了前往英國念書，而到澳洲打工存錢，後來在家扶和其他單位的幫忙募款，順利前往英國劍橋藝術學院童書繪本插畫學系念書，並取得碩士學位。
回台灣後，黃雅玲繼續創作，其作品入選2016年義大利波隆納國際兒童書獎插畫獎。

## 作品
- 《我們待會見》

## 得獎
- 2016年義大利波隆那童書展